# 1inch
1inch (ou 1inch Network) est une plateforme de finance décentralisée qui collecte des données financières provenant de diverses sources et trouve des prix optimaux sur tous les systèmes financiers décentralisés,,.

## Histoire
1inch a été fondée en mai 2019 par les développeurs Sergej Kunz et Anton Bukov, qui ont développé un modèle d'agrégateur d'échange décentralisé - un service qui regroupe des données provenant de différentes sources,,,.
La plateforme tire son nom du « one-inch punch », une technique d'arts martiaux. Il fonctionne en comparant les prix sur différentes plateformes décentralisées (DEX), mais ne fonctionne pas en tant qu'échange lui-même. Au lieu de cela, il s'appuie sur des protocoles, qui sont des ensembles de règles régissant l'échange de données,. Le site web de la plateforme contient des informations sur les échanges d'actifs facilités sur des plateformes d'échange décentralisées.
Le protocole initial du 1inch est basé sur un algorithme dit de pathfinding. « Pathfinder » compare automatiquement les prix sur diverses bourses décentralisées.
Un autre protocole appelé « 1inch Aggregation Protocol » étudie les économies potentielles sur les échanges décentralisés. En mars 2021, le « 1inch Aggregation Protocol » a été mis à jour vers la version 3. Il a ensuite été mis à niveau vers la sixième version en 2024,,.
De plus, 1inch a également utilisé un protocole qu'ils ont développé, précédemment appelé « Mooniswap », qui n'est plus en service,. Ce protocole a été utilisé pour protéger les utilisateurs contre une attaque de bots appelée « front running attack ».
Un autre protocole de plateforme est le « 1inch Limit Order Protocol ».
En 2021, la plateforme a décidé de bloquer l'accès aux adresses IP provenant des États-Unis.
Par la suite, la plateforme a commencé à développer 1inch Pro, un service distinct soumis à des règles Know your customer (KYC) et Anti-Money Laudering (AML). Début 2024, en collaboration avec Mastercard et la société fintech Baanx, 1inch a lancé une carte de débit Web3 nommée « 1inch Card ».
En avril 2025, 1inch a annoncé le début de sa collaboration avec la blockchain Solana. Les utilisateurs de l'application peuvent effectuer des transactions en utilisant les portefeuilles Phantom ou Trust Wallet via le protocole WalletConnect. Dans ses projets futurs figurent l'intégration de solutions supplémentaires pour le stockage de cryptomonnaies et le lancement d'un portefeuille propre à 1inch, appelé 1inch Wallet.

## Financement
En août 2020, 1inch a levé 2,8 millions de dollars lors de son premier cycle de financement mené par Binance Labs. En décembre 2020, ils ont levé 12 millions de dollars lors d'un tour de table de série A. En décembre 2021, 1inch a réalisé un tour de table de série B au cours duquel ils ont levé 175 millions de dollars, dirigés par Amber Group. Parmi les 50 investisseurs figuraient Jane Street, VanEck, Fenbushi Capital, Alameda Research, Celsius, Nexø, Tribe Capital et Gemini Frontier Fund,.

## Lectures complémentaires
- (en) Coin Gecko, Lucius Fang, Benjamin Hor, Erina Azmi et Win Win Khor, How to DeFi: Advanced, 2 juillet 2021 (ISBN 978-8530318444), « Chapter 4. DEX Aggregators [1inch Network] », p. 56
- (de) Mienert Biyan, Dezentrale autonome Organisationen (DAOs) und Gesellschaftsrecht, Mohr Siebeck, 1er novembre 2022 (ISBN 978-3-16-161606-8), « 1inch Network-DAO », p. 67
- (en) Winston Ma et Ken Huang, Building the Privacy, and Security Foundations of the Metaverse, John Wiley & Sons, Inc., 2022, 364 p. (ISBN 978-1119891086)
- (en) Thomas K. Birrer, Dennis Amstutz et Patrick Wenger, Decentralized Finance: From Core Concepts to DeFi Protocols for Financial Transactions, Springer Fachmedien Wiesbaden, 7 avril 2023 (ISBN 978-3658398712), p. 111
- (en) Maxwell C. Burda, Maximilian P. M. P. Locca et Kalina Stefanova Staykova, Decision Rights Decentralization in De-Fi Platforms, Atlanta, États-Unis, Association for Information Systems, 2022, p. 5